# (8462) Hazelsears
(8462) Hazelsears est un astéroïde de la ceinture principale.

## Description
(8462) Hazelsears est un astéroïde de la ceinture principale. Il fut découvert le 2 mars 1981 à Siding Spring par Schelte J. Bus. Il présente une orbite caractérisée par un demi-grand axe de 2,61 UA, une excentricité de 0,06 et une inclinaison de 2,3° par rapport à l'écliptique.

## Compléments